# Maria Żenkiewicz
Maria Żenkiewicz z Bielskich herbu Prawdzic (ur. 28 sierpnia 1871 w Szawlach, zm. 17 maja 1958 w Górkach Zagajnych k. Żnina) – działaczka polska na Litwie Kowieńskiej, nauczycielka.

## Życiorys
Maria Żenkiewicz z Bielskich urodziła się w polskiej rodzinie ziemiańskiej. Rodzice jej byli właścicielami majątku Adamajcie na Żmudzi, w guberni kowieńskiej, w powiecie rosieńskim. W 1889 ukończyła gimnazjum rosyjskie w Kownie. Po zdaniu matury pracowała przez rok w kancelarii adwokackiej ojca w Petersburgu. Rozpoczęła równolegle swą działalność społeczną przy kościele Św. Katarzyny, wśród zamieszkałych w Petersburgu Polaków. Po śmierci ojca w latach 1890–1914 była nauczycielką w rosyjskim gimnazjum w Kownie, gdzie nauczała potajemnie w języku polskim.
Po rodzicach przejęła majątek Adamajcie koło Kroż oraz folwarki Dydweje i Łauksminiszki w powiecie rosieńskim. W 1911 utraciła w wypadku męża Józefa Żenkiewicza, naczelnego inżyniera budowy kolei transsyberyjskiej na odcinku Irkuck – Błagowieszczeńsk – Chabarowsk. Po śmierci męża przejęła ciężar utrzymania rodziny i gospodarowania majątkiem Adamajcie. Podczas pierwszej wojny światowej wynikiem polityki niemieckiego Naczelnego Dowództwa Wschodu tzw. Ober-Ost została wraz z synami wysiedlona z Adamajci. W latach 1915–1919 ukrywała się w Prudku i Homlu. Kilkakrotnie otarła się o śmierć podczas rewolucji bolszewickiej. Podczas pobytu w Homlu była organizatorką sierocińca dla bezdomnych polskich dzieci.
W 1919 powróciła do zniszczonych wojną i rewolucją bolszewicką Adamajci. Odbudowała produkcję rolno–hodowlaną. Sprawnie zarządzała i wdrożyła w majątku nowoczesne technologie agrotechniczne. W latach 1920–1923 zorganizowała w Krożach i Adamajciach punkty pomocy dla osieroconych polskich dzieci, społecznie nimi kierując. W latach 1923–1942 prowadziła na stacjach kolejowych w Kiejdanach i Janowie restauracje.
W okresie międzywojennym prowadziła aktywną działalność propolską na Litwie Kowieńskiej. W 1920 uczestniczyła w pracach Polskiego Komitetu Wyborczego do Sejmu Litewskiego. Była członkiem powstałego w 1924 Towarzystwa Popierania Kultury i Oświaty wśród Polaków w Litwie tzw. „Pochodni”. Była współorganizatorem Towarzystwa „Oświata” działającego w Poniewieżu i Wiłkomierzu. Dofinansowywała utrzymanie polskiego gimnazjum w Wiłkomierzu oraz polską bibliotekę w Kiejdanach, założoną przez księdza Mieszkowskiego. Uczestniczyła w organizacji utworzenia w 1926 Związku Polskiej Młodzieży Akademickiej Litwy, do której należał syn Edward (absolwent Wyższej Szkoły Handlowej w Antwerpii, nauczyciel i kurator w polskim gimnazjum w Wiłkomierzu).
Od 1942 przebywała w majątku syna Witolda w Gudelach, który był jednym z gniazd konspiracyjnych Armii Krajowej na Żmudzi. Do września 1944 zorganizowała w Gudelach pomoc dla ponad 200 polskich uchodźców i uciekinierów zaangażowanych w działalność konspiracyjną, głównie z Wileńszczyzny (m.in. Butrymowie, Chomińscy, Janczewscy, Kognowiccy, Kotlarczykowie, Manteuffelowie, Nagurscy, Staniewiczowie, Wilczewscy, Wielhorscy). Od 1945 do końca życia mieszkała z rodziną w Górkach Zagajnych k. Żnina.

## Rodzina
Maria Żenkiewicz była córką właścicieli majątku Adamajcie na Żmudzi, Mamerta Mirona Bielskiego (1835–1890, prawnik i sekretarz Rady Państwa w Petersburgu) i Aurelii z Bielawskich (1849–1929). 
W 1904 Maria Bielska wyszła za mąż za Józefa Żenkiewicza (1863–1911, inżynier, generał major dróg komunikacji, budowniczy kolei transsyberyjskiej). Mieli dwóch synów: Edwarda (1905–1966) i Witolda (1909–1995). Maria Żenkiewicz została pochowana na cmentarzu w Dziewierzewie na Pałukach.